# Summer Festival 2023
L'ottava edizione del Summer Festival (denominata Tezenis Summer Festival) si è svolta dal 9 al 30 giugno 2023 a Rimini, Messina, Paestum e Genova con la conduzione di Mariasole Pollio e Rebecca Staffelli.

## Novità
Dopo aver scelto lo sponsor Coca-Cola nella settima edizione, il programma è tornato nell'estate 2023 con lo sponsor Tezenis e con un conseguente cambio di denominazione della manifestazione in Tezenis Summer Festival. La conduzione del programma è stata affidata nuovamente a Mariasole Pollio e Rebecca Staffelli e, allo stesso modo della precedente edizione, ha avuto luogo in quattro piazze diverse, ciascuna per ogni puntata: Piazza Federico Fellini a Rimini, Piazza Duomo a Messina, Planet Arena a Paestum e Piazza della Vittoria a Genova.
A differenza dello scorso anno, la manifestazione è stata seguita in diretta sia da Radio 105 che dall'emittente televisiva Radio 105 TV.

## Cast
| Artista                       | Brani | Puntate | Puntate | Puntate | Puntate |
| Artista                       | Brani | 1       | 2       | 3       | 4       |
| ----------------------------- | --- | ------- | ------- | ------- | ------- |
| 8Blevrai                      | Immigrato, Fidèle | N.D.    | N.D.    |         | N.D.    |
| Achille Lauro                 | Medley: Rolls Royce, Bam Bam Twist; Fragole (con Rose Villain) |         | N.D.    | N.D.    |         |
| AKA 7even                     | Rock n Roll | N.D.    | N.D.    | N.D.    |         |
| Alfa                          | Cin cin, Bellissimissima | N.D.    | N.D.    | N.D.    |         |
| Álvaro De Luna                | Juramento eterno de sal | N.D.    |         | N.D.    | N.D.    |
| Ana Mena                      | A un passo dalla Luna (con Rocco Hunt) (2ª e 3ª puntata), Un bacio all'improvviso (con Rocco Hunt) (2ª puntata), Acquamarina (con Guè) (2ª e 3ª puntata), Mezzanotte (3ª puntata), Una volta ancora (3ª puntata) | N.D.    |         |         | N.D.    |
| Andrea Damante                | Freed from Desire, Follow my pamp, Sweet dreams, Bloody Mary, I'm Good | N.D.    | N.D.    | N.D.    |         |
| Angelina Mango                | Ci pensiamo domani, Voglia di vivere | N.D.    | N.D.    |         |         |
| Annalisa                      | Mon Amour (1ª e 2ª puntata), Bellissima (1ª e 2ª puntata), Nuda (2ª puntata) |         |         | N.D.    | N.D.    |
| Articolo 31                   | Medley: Domani smetto, Ohi Maria, Tranqi Funky, La fidanzata, Spirale ovale, L'italiano medio, Gente che spera                                                                                                   |         | N.D.    | N.D.    | N.D.    |
| Ava, Anna e Capo Plaza        | Capri Sun, Vetri neri, Gasolina | N.D.    |         | N.D.    | N.D.    |
| Baby K                        | Medley: Playa, Bolero, Da zero a cento, Roma-Bangkok, Mohicani |         | N.D.    | N.D.    | N.D.    |
| Beatrice Quinta               | Attrazione fatale | N.D.    | N.D.    | N.D.    |         |
| Benji e Finley                | Dove e quando RMX | N.D.    |         | N.D.    | N.D.    |
| Berna                         | Ti amo e non lo sai (2ª, 3ª e 4ª puntata), Re Artù (3ª puntata) | N.D.    |         |         |         |
| BigMama                       | Chupa Chups, Ma che hit | N.D.    | N.D.    |         | N.D.    |
| Biondo e Astol                | Romantica e bugiarda | N.D.    |         | N.D.    | N.D.    |
| Bismark                       | Non dirmi di no |         | N.D.    | N.D.    | N.D.    |
| Blanco                        | Un briciolo di allegria, L'isola delle rose, Innamorato | N.D.    | N.D.    |         | N.D.    |
| Boomdabash                    | L'unica cosa che vuoi, Heaven, Tropicana, Lambada (con Paola & Chiara) | N.D.    | N.D.    |         | N.D.    |
| Chiello                       | Milano dannata, Puoi fare meglio, Quanto ti vorrei | N.D.    | N.D.    |         | N.D.    |
| Cioffi                        | La mia tribù | N.D.    |         |         | N.D.    |
| Clara                         | Origami all'alba |         | N.D.    | N.D.    | N.D.    |
| Colapesce Dimartino           | Splash, Considera, Musica leggerissima | N.D.    |         | N.D.    | N.D.    |
| Coma Cose                     | Medley: Agosto morsica, Fiamme negli occhi, L'addio | N.D.    | N.D.    | N.D.    |         |
| Dara                          | Boginja |         | N.D.    | N.D.    | N.D.    |
| Dargen D'Amico                | Pelle d'oca, Dove si balla | N.D.    | N.D.    | N.D.    |         |
| Elettra Lamborghini           | Mani in alto (2ª e 4ª puntata), Pistolero (2ª e 4ª puntata), Pem pem (2ª e 4ª puntata), Caramello (con Rocco Hunt) (2ª puntata)                                                                                  | N.D.    |         | N.D.    |         |
| Elodie                        | Due, Ok. Respira, Pazza musica, Tribale | N.D.    | N.D.    | N.D.    |         |
| Emis Killa                    | Medley: Rollercoaster, Fuoco e benzina, Parole di ghiaccio, Maracanã, On fire |         | N.D.    | N.D.    | N.D.    |
| Emma                          | Mezzo mondo (2ª e 3ª puntata); Medley: L'amore non mi basta (2ª puntata), Cercavo amore, (2ª puntata), Io sono bella (2ª e 3ª puntata), Latina (3ª puntata)                                                      | N.D.    |         |         | N.D.    |
| Erwin                         | Balliamo ancora | N.D.    | N.D.    | N.D.    |         |
| Fabio Rovazzi                 | La discoteca italiana (con Orietta Berti); Medley: Faccio quello che voglio, Andiamo a comandare | N.D.    | N.D.    | N.D.    |         |
| Federica                      | 26 modi, Fulmini |         |         | N.D.    | N.D.    |
| Fedez, Annalisa e Articolo 31 | Disco Paradise |         | N.D.    | N.D.    | N.D.    |
| Follya                        | Morto per te, Toxic | N.D.    | N.D.    | N.D.    |         |
| Francesco Gabbani             | Spazio tempo; Medley: L'abitudine, Viceversa, Occidentali's Karma | N.D.    | N.D.    | N.D.    |         |
| Fred De Palma                 | Medley: Rodeo, Una volta ancora, Extasi |         | N.D.    | N.D.    | N.D.    |
| Gaia                          | Estasi, Chega |         | N.D.    | N.D.    | N.D.    |
| Gemelli DiVersi               | Medley: Un attimo ancora, Mary, Marrakech |         | N.D.    | N.D.    |         |
| Gianmaria                     | Disco dance, Mostro | N.D.    | N.D.    | N.D.    |         |
| Giorgia                       | Medley: Oronero, Tu mi porti su, Normale, Il mio giorno migliore; Senza confine | N.D.    | N.D.    | N.D.    |         |
| Guè                           | Medley: Cookies n' Cream, Mollami pt. 2, Brivido, Love | N.D.    | N.D.    |         | N.D.    |
| Il Pagante                    | Poveri mai, Open Bar | N.D.    |         | N.D.    |         |
| Il Tre                        | Roma, Te lo prometto | N.D.    |         | N.D.    | N.D.    |
| Irama e Rkomi                 | Hollywood, Luna piena, 5 gocce | N.D.    |         | N.D.    | N.D.    |
| Junior Cally                  | Miracolo | N.D.    | N.D.    |         |         |
| Lazza                         | Uscito di galera, Piove, Cenere | N.D.    | N.D.    |         | N.D.    |
| Le Vibrazioni                 | Dedicato a te, Dov'è, Vieni da me | N.D.    | N.D.    | N.D.    |         |
| Leo Gassmann                  | Terzo cuore, Capiscimi | N.D.    |         | N.D.    | N.D.    |
| Levante                       | Canzone d'estate, Leggera | N.D.    | N.D.    |         | N.D.    |
| Lolita                        | Daddy italiano | N.D.    | N.D.    |         |         |
| Lorenzo Fragola e Mameli      | Happy | N.D.    |         | N.D.    | N.D.    |
| Luigi Strangis                | Adamo ed Eva |         | N.D.    | N.D.    |         |
| Maninni                       | Dicono | N.D.    | N.D.    |         | N.D.    |
| Mara Sattei                   | Tasche, Duemilaminuti | N.D.    | N.D.    | N.D.    |         |
| Matteo Romano                 | Tulipani blu (con Luigi Strangis) |         | N.D.    | N.D.    |         |
| Mr. Rain                      | Fiori di Chernobyl, La fine del mondo, Supereroi |         |         |         | N.D.    |
| Myss Keta                     | Profumo, Finimondo | N.D.    |         | N.D.    | N.D.    |
| Paola & Chiara                | Festival, Mare caos, Furore | N.D.    | N.D.    |         | N.D.    |
| Piccolo G                     | Acquario, Zero |         |         | N.D.    | N.D.    |
| Pinguini Tattici Nucleari     | Rubami la notte, Ricordi, Giovani Wannabe |         | N.D.    | N.D.    | N.D.    |
| Rhove                         | Shakerando (1ª e 3ª puntata), Pelé (1ª e 3ª puntata), Ancora (3ª puntata) |         | N.D.    |         | N.D.    |
| Rocco Hunt                    | Non litighiamo più; Medley: Ti volevo dedicare, Un bacio all'improvviso, Caramello |         |         | N.D.    | N.D.    |
| Rondodasosa                   | New York |         | N.D.    | N.D.    | N.D.    |
| Rosa Chemical                 | Made in Italy, Bellu guaglione |         |         | N.D.    | N.D.    |
| Rose Villain                  | Cartoni animati, Fantasmi |         |         | N.D.    | N.D.    |
| Shari                         | Egoista, Mi sanguina il cuore | N.D.    | N.D.    | N.D.    |         |
| Silent Bob e Sick Budd        | Lei è... | N.D.    |         | N.D.    | N.D.    |
| Tananai                       | Abissale, Tango | N.D.    | N.D.    |         | N.D.    |
| The Kolors                    | Medley: Pensare male (con Elodie), Cabriolet panorama, Everytime; Italodisco |         | N.D.    |         |         |
| Tommaso Paradiso              | Viaggio intorno al sole, Non avere paura, Felicità puttana |         | N.D.    | N.D.    | N.D.    |
| Vegas Jones                   | Sole nel blocco, Il mio dawg, Malibu | N.D.    | N.D.    | N.D.    |         |
| Wax                           | Anni '70 | N.D.    | N.D.    | N.D.    |         |
| Wayne                         | Dirty love | N.D.    | N.D.    | N.D.    |         |